# Gemeinde Lukovica
Die Gemeinde Lukovica ist eine Gemeinde in der historischen Landschaft Oberkrain/Gorenjska, statistische Region Osrednjeslovenska (Zentralslowenien) in Slowenien.
Die Gemeinde liegt im Črni Graben (deutsch Schwarztal) und ist von Ljubljana 22 km entfernt.
Hauptort und Gemeindesitz ist die Ortschaft Lukovica pri Domžalah (deutsch – historisch – Wolfsbüchel oder auch Lokwicz bzw. Lukwicz).

## Geschichte
Die Gegend war schon früh besiedelt was Funde aus der Steinzeit beweisen. Auch die Kelten und Römer ließen Fundstücke zurück. Der Fluss Radomlja durchfließt dieses Tal.
Schon 1304 wurde Lukovica das erste Mal erwähnt. Das Schloss Brdo (deutsch Schloss Egg) wurde 1552 erbaut und wurde immer wieder beschädigt und wieder aufgebaut.

## Ortschaften

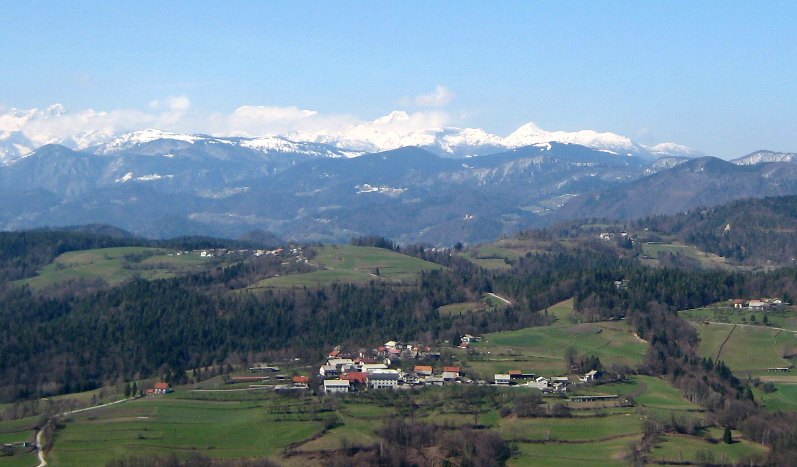
Dorf Krajno Brdo

| - Blagovica, (dt. Glogowitz in der Oberkrain, auch Glogwitz) - Brdo pri Lukovici, (dt. Egg bei Wolfsbüchel) - Brezovica pri Zlatem Polju, (dt. Bresowitz bei Goldenfeld, auch Presswitz) - Bršlenovica, (dt. Preßlenowitz) - Dupeljne, (dt. Dupelnigg) - Čeplje, (dt. Tschepplach bei Lukowitz, auch Zepplach) - Češnjice, (dt. Kerschdorf) - Gabrje pod Špilkom, (dt. Gabriach) - Golčaj, (dt. Sonntag, auch Goltschey) - Gorenje, (dt. Oberfeld bei Lukowitz) - Gradišče pri Lukovici, (dt. Burgstall, auch Grätz in der Oberkrain) - Hribi, (dt. Hribach) - Imovica, (dt. Imowitz) - Javorje pri Blagovici, (dt. Gofriach in der Oberkrain) - Jelša, (dt. Erlach) - Kompolje, (dt. Gumpoldsdorf) - Koreno, (dt. Wurz in der Oberkrain, auch Korenn) - Korpe, (dt. Korpach, auch Korpe) - Krajno Brdo, (dt. Krenwerd) - Krašnja, (dt. Kraxen) - Lipa, (dt. Lipp) - Log, (dt. Lack) | - Lukovica pri Domžalah, (dt. Wolfsbüchel in der Oberkrain, auch Lukowitz) - Mala Lašna, (dt. Kleinläschen) - Mali Jelnik, (dt. Kleingelnigg) - Obrše, (dt. Haberland, auch Harland, Oberschach in der Oberkrain) - Podgora pri Zlatem Polju, (dt. Unterberg bei Goldenfeld) - Podmilj, (dt. Podmill, auch Podmull) - Podsmrečje, (dt. Untertannen) - Poljane nad Blagovico, (dt. Polane ob Glogowitz) - Preserje pri Lukovici, (dt. Seidendorf bei Wolfsbüchel) - Preserje pri Zlatem Polju, (dt. Seidendorf bei Goldenfeld) - Prevalje, (dt. Prebal) - Prevoje pri Šentvidu, (dt. Brewoch) - Prevoje, (dt. Felbern) - Prilesje, (dt. Prelaß) - Prvine, (dt. Prebin) - Rafolče, (dt. Raffoltsdorf) - Selce, (dt. Geschieß) - Spodnje Koseze, (dt. Unteredlingen, auch Unterkossess) - Spodnje Loke, (dt. Unterlaak in der Oberkrain) - Spodnje Prapreče, (dt. Unterprawatsch) - Spodnji Petelinjek, (dt. Unterpettelnich) - Straža, (dt. Warth, auch Strascha bei Wolfsbüchel) | - Suša, (dt. Susse) - Šentvid pri Lukovici, (dt. Sankt Veit in der Oberkrain) - Trnjava, (dt. Ternau in der Oberkrain) - Trnovče, (dt. Ternowitz in der Oberkrain, auch Ternoutsche) - Trojane, (dt. Troyn) - Učak, (dt. Wultschach) - V Zideh, (dt. Sedy) - Veliki Jelnik, (dt. Großgelnigg) - Videm pri Lukovici, (dt. Widem bei Wolfsbüchel, auch Wieden, Widern) - Vošce, (dt. Laschitz in Oberkrain, auch Wetsche) - Vranke, (dt. Uranke) - Vrba, (dt. Velben in der Oberkrain) - Vrh nad Krašnjo, (dt. Berg in der Oberkrain) - Vrhovlje, (dt. Ferchaulach) - Zavrh pri Trojanah, (dt. Forcham, auch Sawerch bei Troyn) - Zgornje Loke, (dt. Oberlaak in der Oberkrain) - Zgornje Prapreče, (dt. Oberprawatsch) - Zgornji Petelinjek, (dt. Oberpettelnich) - Zlatenek, (dt. Slattenegg in der Oberkrain) - Zlato Polje, (dt. Goldenfeld) - Šentožbolt, (dt. Sankt Oswald bei Wolfsbüchel) - Žirovše, (dt. Sirauschach) |

### Nachbargemeinden
| Domžale | Kamnik                                      |                 |
| Domžale | Kompassrose, die auf Nachbargemeinden zeigt | Zagorje ob Savi |
| Domžale | Moravče, Zagorje ob Savi                    | Zagorje ob Savi |